# 贄田
贄田（ねだ）は、京都府綴喜郡宇治田原町にある地名。読み方は、発音の「NIEDA」から「I」が消えて、「NEDA」になった。魚などを朝廷に献上するための田んぼに由来する。宇治田原町の西部に位置する。東～南東は立川、北は荒木と接する。